# Ramayana Gazzinelli
Ramayana Gazzinelli (Araçuaí, 7 de julho de 1933 — Belo Horizonte, 9 de setembro de 2024) foi um físico, pesquisador e professor universitário brasileiro. 
Comendador e grande oficial da Ordem Nacional do Mérito Científico e membro titular da Academia Brasileira de Ciências, Ramayana foi professor emérito da Universidade Federal de Minas Gerais (UFMG) e presidente da Sociedade Brasileira de Física de 1985 a 1987.

## Biografia
Ramayana nasceu na cidade de Araçuaí, Vale do Jequitinhonha, em Minas Gerais, aos 7 de julho 1933. Foi o segundo filho de Ettore Gazzinelli (médico) e Narcy Colares Gazzinelli, irmão mais novo de Giovanni Gazzinelli. Fez parte do curso primário em sua cidade, concluindo em Belo Horizonte, onde também cursou o secundário.
Em 1956, formou-se em engenharia civil pela Universidade Federal de Minas Gerais, especializando-se em engenharia nuclear em 1958. Fez o mestrado (1962) e o doutorado (1964) em Física na Universidade Columbia, em Nova York, orientado por Robert Lee Mieher. Ramayana ficou cinco anos nos Estados Unidos, retornando ao Brasil no final de 1964.
Retornando ao país, entrou como professor assistente na Escola de Engenharia da UFMG, onde ajudou a criar um grupo de pesquisas em física da matéria condensada e iniciou a pós-graduação em Física na UFMG. Implantou um laboratório de ressonância magnética eletrônica onde formou físicos em nível de mestrado e doutorado. Publicou mais de trinta artigos científicos em periódicos de circulação internacional, orientou onze teses de mestrado e três de doutorado.
Sua principal área de pesquisa foi o estudo de defeitos pontuais e transições de fase em materiais isolantes, utilizando técnicas de ressonância magnética. Foi Pesquisador Visitante do “Institut für Angewandte Festkorperphysik” (Freiburg, Alemanha) em 1976.
Teve participação ativa no estabelecimento do programa de pós-graduação em física e da infraestrutura de pesquisa em física experimental na UFMG, na reforma universitária e na criação da Fundação de Amparo à Pesquisa do Estado de Minas Gerais.
Aposentou-se em 1995 e recebeu o título de Professor Emérito daquela universidade. Em 2006 foi agraciado com o título de Pesquisador Emérito do Conselho Nacional de Desenvolvimento Científico e Tecnológico.
Morreu no dia 2 de setembro de 2024, aos 91 anos de idade.

## Publicações
Ao longo da carreira científica, publicou diversos artigos científicos, além de dois livros:
- Teoria da Relatividade Especial (Editora Blucher, 2005)[8]
- Quem tem medo da física quântica (Editora UFMG, 2013)[9]